# Annie Baron-Carvais
 (décembre 2018).
Si vous disposez d'ouvrages ou d'articles de référence ou si vous connaissez des sites web de qualité traitant du thème abordé ici, merci de compléter l'article en donnant les références utiles à sa vérifiabilité et en les liant à la section « Notes et références ».
Anne-Isabelle Baron-Carvais, dite Annie Baron-Carvais, née le 20 septembre 1952 à Paris et décédée le 13 août 2007 à New York, est une historienne française de la littérature.

## Biographie
Son père, Charles, est rescapé d'Auschwitz. Elle passe son baccalauréat en candidat libre à l'âge de 16 ans. Sa thèse de troisième cycle, qu'elle soutient en 1982 à l'université Paris X-Nanterre au département de littérature anglaise sous la direction de Georges-Albert Astre, a pour intitulé L'évolution des super-héros dans la bande dessinée aux États-Unis. C'est ce travail qui lui vaut d'être choisie pour rédiger le premier Que sais-je ? consacré à la bande dessinée, en 1985. Elle fréquente de nombreux auteurs des deux côtés de l'Atlantique, parmi lesquels Bob Brown (en), à qui est dédiée la première édition de son Que Sais-Je, Jack Kirby, qui signe la couverture de son mémoire de thèse, ainsi que Bill Sienkiewicz ou Dave Lloyd.
Maître de conférences en anglais juridique à l'université de Lille-II, elle a rédigé plusieurs ouvrages pédagogiques sur le sujet, mais c'est son importance dans le monde de la bande dessinée qui lui vaut sa notoriété. Elle contribue également au Dictionnaire de la pornographie (dir. : Philippe Di Folco, PUF, 2005) ainsi que la coécriture d'une Introduction à la pornographie avec Claude-Jean Bertrand.
Elle était membre de l'Association des critiques et des journalistes de bande dessinée et du jury du Prix Œcuménique de la bande dessinée.
Annie Baron-Carvais meurt dans la nuit du 13 août 2007 à New York d'une double rupture d'anévrisme,. Elle a eu deux enfants.

## Ouvrages
- Que Sais-je ? - La bande dessinée. 1985 (1re ed), 2007 (5e ed. augmentée)[2]  (ISBN 978-2130561071)
- La Revanche des Régions, Vision de la France régionale à travers l'œil des dessinateurs de BD, de presse et des illustrateurs, Glénat, 1992 (catalogue de l'exposition du même nom inaugurée au Goethe Institut et dont A. Baron Carvais assurait le commissariat général)
- L'Anglais juridique, 1re année, éditions du CNED, 1998.
- L'Anglais juridique, 2e année, éditions du CNED, 1998.
- Introduction à la pornographie : Panorama critique, avec Claude-Jean Bertrand, éd. La Musardine, 2001  (ISBN 978-2842711078)
- Les super-héros de la BD américaine : une espèce en voie d'extension, ou la technologie au service de l'imaginaire, in Colloque de Cerisy : science-fiction et imaginaires contemporains, présenté par Francis Berthelot et Philippe Clermont, Bragelonne, 2007  (ISBN 978-2-35294-094-4)